# Les Républicains
Les Républicains (LR; Nederlands: De Republikeinen) is een Franse politieke partij. Het is een voortzetting van de Union pour un mouvement populaire (UMP) en ontstond op 30 mei 2015 door een naamswijziging.
Samen met de linkse Parti socialiste (PS) vormden Les Républicains tot aan de presidentsverkiezingen van 2017 de traditionele grote partijen in Frankrijk. Emmanuel Macron werd in 2017 tot president van Frankrijk gekozen en begon een eigen partij (En marche). Les Républicains is lid van de Europese Volkspartij, de Centrumdemocratische Internationale en de Internationale Democratische Unie.

## Geschiedenis
Les Républicains ontstond in mei 2015 als doorstart van de Union pour un mouvement populaire (UMP). Op initiatief van voorzitter Nicolas Sarkozy werd een naamswijziging met nieuwe statuten voorgesteld, omdat de naam UMP als partij imagoschade had opgelopen. De naamswijziging werd vervolgens goedgekeurd, waardoor de nieuwe partij een feit werd.
De regionale verkiezingen van 2015 waren de eerste verkiezingen voor de vernieuwde partij. Ondanks het succes van het extreemrechtse Front national haalde Les Républicains zeven van de dertien nieuw ingedeelde regio's binnen.

### Presidentsverkiezingen 2017
De voorverkiezingen van Les Républicains om een presidentskandidaat voor de presidentsverkiezingen van 2017 aan te wijzen, vonden in november 2016 plaats.
Voor de Franse presidentsverkiezingen van 2017 stelden zeven partijleden zich kandidaat om namens Lés Républicains de presidentskandidaat te worden. Dit waren Jean-François Copé, François Fillon, Johan Micoud, Nathalie Kosciusko-Morizet, Rachida Dati, Jean-Frédéric Poisson en Nicolas Sarkozy. François Fillon werd. Met een rigoureus rechts programma leek hij op weg om de presidentsverkiezingen te winnen. Plots werden krantenartikels gewijd aan het feit dat hij gedurende jaren zijn echtgenote als zijn parlementaire medewerker had doen bezoldigen, daar waar het er de schijn van had dat het fictief werk was geweest. Hij bezoldigde ook gedurende kortere tijd zijn zoons als parlementair medewerker tijdens hun studentenjaren. Daarnaast kwam ook een verhaal naar boven dat een weldoener hem heel dure pakken had geschonken. De druk op Fillon werd groot om zijn kandidatuur in te trekken, maar hij weigerde. Zijn kansen om de presidentsverkiezing te winnen smolten weg. Hij eindigde als derde en kon derhalve niet aan de beslissende tweede ronde deelnemen.

### Parlementsverkiezingen 2017
Na de presidentsverkiezingen vonden zoals gebruikelijk de parlementsverkiezingen plaats. Les Républicains hadden aanvankelijk nog de hoop dat ze een meerderheid kon halen en aan de gekozen president Emmanuel Macron een cohabitation kon opleggen.
Weldra werd echter duidelijk dat de onenigheid tussen de voornaamste leden van de partij aanzienlijk was, wat een eensgezinde campagne onmogelijk maakte. Daarbij slaagde Macron er in om drie belangrijke leden van Les Républicains voor zijn regering binnen te halen, op sleutelposten nog wel: Edouard Philippe als eerste minister, Bruno Le Maire als minister van economie en financies en Gérald Darmanin als minister van Begroting. Daar kwam ook nog bij dat voorname partijleiders zich geen kandidaat stelden; onder hen Alain Juppé (die liever burgemeester in Bordeaux bleef), Jean-François Copé (die liever burgemeester in Meaux bleef), Laurent Wauquiez (die liever voorzitter van zijn regio bleef), oud-eerste-minister Jean-Pierre Raffarin (die liever senator bleef, net als François Baroin, die nochtans de facto de partij- en campagneleider werd). François Fillon was ook geen kandidaat meer.
Er deden bijna 577 kandidaten in de eerste ronde van de verkiezingen mee voor Les Républicains. Er bleven er nog 264 over die voldoende stemmen hadden behaald om aan de tweede ronde deel te nemen.
Toen president Macron na de Europese verkiezingen van 9 juni 2024 de Kamer ontbond en vervroegde verkiezingen uitschreef, sloot voorzitter Ciotti op eigen gelegenheid een alliantie met Rassemblement National van Marine le Pen. De volgende dag, 12 juni, kwam de partijleiding bijeen zonder Ciotti en zette hem af als voorzitter. Vervolgens splitste Ciotti zich met enige politieke vrienden af van Les Républicains en vormde een eigen parlementaire fractie UDR.
De achterblijvende LR weigerde echter deel te nemen aan het "republikeins front" tegen de RN van Le Pen. De partij kwam verzwakt uit de stembusslag, maar dat gold ook voor Macrons eigen partij Rénaissance. In september 2024 werd Républicain Michel Barnier aangewezen als formateur en eerste minister. Ook enige andere kopstukken van de partij namen zitting in het kabinet.

## Stromingen
Les Républicains wordt doorgaans gezien als een liberaal conservatieve partij. De partij ziet zichzelf als een partij van rechts en het centrum. Omdat Les Républicains een overkoepelende centrumrechtse partij is, houden de leden er tal van verschillende opvattingen op na, variërend van gematigd en christendemocratisch tot uiterst rechts en economisch liberaal. Een belangrijke, maar steeds kleiner wordende, stroming binnen de partij vormen de gaullisten die sociaal-conservatief zijn, maar tevens een voorstander van een sterke staat.
Anders dan bij haar voorganger, de UMP, worden er binnen Les Républicains geen verenigingen met een eigen ideologie toegelaten.

## Structuur

### Voorzitters
| Nr.                                              | Naam             | Portret | Periode                             |
| ------------------------------------------------ | ---------------- | ------- | ----------------------------------- |
| 1                                                | Nicolas Sarkozy  |         | 30 mei 2015 – 23 augustus 2016      |
| wnd.                                             | Laurent Wauquiez |         | 23 augustus 2016 – 29 november 2016 |
| Vacant van 29 november 2016 tot 10 december 2017 |                  |         |                                     |
| 2                                                | Laurent Wauquiez |         | 10 december 2017 – 2 juni 2019      |
| wnd.                                             | Jean Leonetti    |         | 2 juni 2019 – 13 oktober 2019       |
| 3                                                | Christian Jacob  |         | 13 oktober 2019 – 30 juni 2022      |
| wnd.                                             | Annie Genevard   |         | 30 juni 2022 – 11 december 2022     |
| 4                                                | Éric Ciotti      |         | Sinds 11 december 2022              |